# The Innocents of Chicago
The Innocents of Chicago è un film del 1932 diretto da Lupino Lane.

## Produzione
Il film fu prodotto dalla British International Pictures (BIP).

## Distribuzione
Distribuito dalla Wardour Films, il film uscì nelle sale cinematografiche britanniche nell'aprile 1932. Negli Stati Uniti, fu presentato in sala il 20 marzo 1932 con il titolo Why Saps Leave Home.